# 小行星29829
小行星29829（29829 Engels）是一颗绕太阳运转的小行星，为主小行星带小行星。该小行星于1999年3月发现。

## 轨道参数
小行星29829的轨道半长轴为385 360 818 km（2.5759413 UA），离心率为0.191。